# Cattedrale di Santa Maria (Windhoek)
La cattedrale di Santa Maria è la cattedrale cattolica della città di Windhoek, in Namibia, ed è sede dell'arcidiocesi di Windhoek.

## Storia e descrizione
La Cattedrale è stata edificata tra gli anni 1906 e 1908 con materiali locali ed elementi in laterizio in stile romanico. La facciata d'ingresso ad est è costituita da una veranda coperta con tre arcate, coronata da un portico e delimitato da due torri quadrate in angolo piano che si elevano per circa 30 metri d'altezza. Entrambe le torri sono dominate da una grande finestra rotonda e sormontate da un tetto a tenda fatto di rame. L'interno della cattedrale è costituito da una navata centrale e due navate laterali, con un'abside semicircolare orientata verso ovest.